# 도어컷
도어컷(일본어식 영어: door-cut, 일본어: ドアカット) 또는 셀렉티브 도어 오퍼레이션(영어: selective door operation→선택적 출입문 작동, 약칭 SDO)은 철도차량의 출입문을 모두 열지 않고 일부만 열는 것을 의미한다. 대체로 승강장의 길이가 열차의 길이보다 짧을 때 이루어지며, 동·하절기에 냉·난방의 효율을 위해 이루어지기도 한다.
|                                      |
| 승강장의 길이가 짧을 때의 도어컷     |
|                                      |
| 동·하절기 냉·난방 효율을 위한 도어컷 |